# Elisabeth Micheler-Jones
Elisabeth Micheler-Jones (Augsburg 30 april 1966) is een Duits kanovaarster gespecialiseerd in slalom.
Micheler won tijdens haar internationale debuut op een mondiaal toernooi de bronzen medaille individueel en de gouden medaille met het team tijdens de wereldkampioenschappen van 1987. Micheler werd in 1991 individueel wereldkampioen in de K-1. Na een afwezigheid van twintig jaar stond het de slalom weer op het olympische programma, Micheler won de gouden medaille in de K-1. Vier jaar later in Atlanta behaalde Micheler de tiende plaats.

## Belangrijkste resultaten

### Olympische Zomerspelen
| Editie | Plaats    | Resultaten     |
| ------ | --------- | -------------- |
| 1992   | Barcelona | K-1 Slalom     |
| 1996   | Atlanta   | 10e K-1 Slalom |

### Wereldkampioenschappen kanoslalom
| Jaar | Plaats              | Resultaten                        |
| ---- | ------------------- | --------------------------------- |
| 1987 | Bourg-Saint-Maurice | K-1 Slalom · K-1 Slalom team      |
| 1989 | Savage River        | 15e K-1 Slalom 4e K-1 Slalom team |
| 1991 | Ljubljana           | K-1 Slalom · 8e K-1 Slalom team   |
| 1993 | Mezzana Rabattone   | 4e K-1 Slalom 4e K-1 Slalom team  |
| 1995 | Nottingham          | 18e K-1 Slalom · K-1 Slalom team  |

1972: Angelika Bahmann ·
1992: Elisabeth Micheler ·
1996: Štěpánka Hilgertová ·
2000: Štěpánka Hilgertová ·
2004: Elena Kaliská ·
2008: Elena Kaliská ·
2012: Émilie Fer ·
2016: Maialen Chourraut ·
2020: Ricarda Funk ·
2024: Jessica Fox
- Gemeinsame Normdatei: 1062674537
- Virtual International Authority File: 312620686